# Sancho Sánchez (Gascogne)
Sancho Sánchez († um 855) war ein Graf der Gascogne in der Mitte des 9. Jahrhunderts.
Sancho (Sancio-Sanci) folgte seinem 836 getöteten Bruder Aznar Sánchez nach und führte den Widerstand gegen König Pippin I. von Aquitanien († 838) wie auch gegen dessen Sohn Pippin II. fort. Letzteren konnte er schließlich 852 gefangen nehmen und an den westfränkischen König Karl den Kahlen ausliefern. Um die Herrschaft in der Gascogne konkurrierte Sancho mit dem über Bordeaux gebietenden Graf Wilhelm, der allerdings 848 von den einfallenden Wikingern gefangen genommen wurde. Zu einem nicht näher genannten Zeitpunkt (vermutlich kurz nach 852) gelang es dem maurischen Herrn von Saragossa, Musa „Gothus“, über die Pyrenäen zu ziehen und zwei „große Herzöge der Franken“ (Francorum magnos Duces) namens Sancionem und Epulonem gefangen zu nehmen, wobei es sich bei Ersterem um den gascognischen Graf Sancho Sánchez gehandelt haben muss. König Karl der Kahle musste beide wenig später aus ihrer Gefangenschaft freikaufen.
Danach wird von Sancho nichts mehr berichtet. Nach ihm regierte sein Neffe Arnold in der Gascogne. Inwieweit Sancho mit Sancho Mitarra, dem eigentlichen Begründer des gascognischen Herzogshauses verwandt oder gar identisch war, ist unklar.

## Weblink
- Dukes and Counts of Gascony (760)-1039 bei Foundation for Medieval Genealogy.ac (englisch)

| Personendaten    | Personendaten     |
| ---------------- | ----------------- |
| NAME             | Sancho Sánchez    |
| KURZBESCHREIBUNG | Graf der Gascogne |
| GEBURTSDATUM     | 9. Jahrhundert    |
| STERBEDATUM      | unsicher: um 855  |